# قشلاق (آلاداغ)
قشلاق {{ترکی|Kışlak) (به ارمنی: Ղըշլաքյոյ) یک منطقهٔ مسکونی در ترکیه است که در آلاداغ، آدانا واقع شده‌است.